# Scaphiophryne obscura
Scaphiophryne obscura là một loài ếch trong họ Nhái bầu. Chúng là loài đặc hữu của Madagascar.
Các môi trường sống tự nhiên của chúng là đầm nước ngọt có nước theo mùa.